# مايك فينيران
مايك فينيران (بالإنجليزية: Mike Finneran) هو غطاس أمريكي، ولد في 21 سبتمبر 1948 في روكفيل سنتر في الولايات المتحدة.

## وصلات خارجية
- مايك فينيران على موقع الاتحاد الدولي للسباحة (الإنجليزية)
- مايك فينيران على موقع أوليمبيديا (الإنجليزية)